# Tauplitzalm
Il Tauplitzalm è un altopiano che si estende nella regione del Salzkammergut, in Stiria (Austria), sui Monti Totes. Sorge tra i 1600 e i 2000 m s.l.m. e ospita numerose infrastrutture per il turismo sia estivo sia invernale. È raggiungibile dalle località di Tauplitz, via seggiovia, e Bad Mitterndorf.
Stazione sciistica specializzata nello sci nordico, ha ospitato alcune tappe della Coppa del Mondo di sci di fondo.

## Laghi sul Tauplitzalm

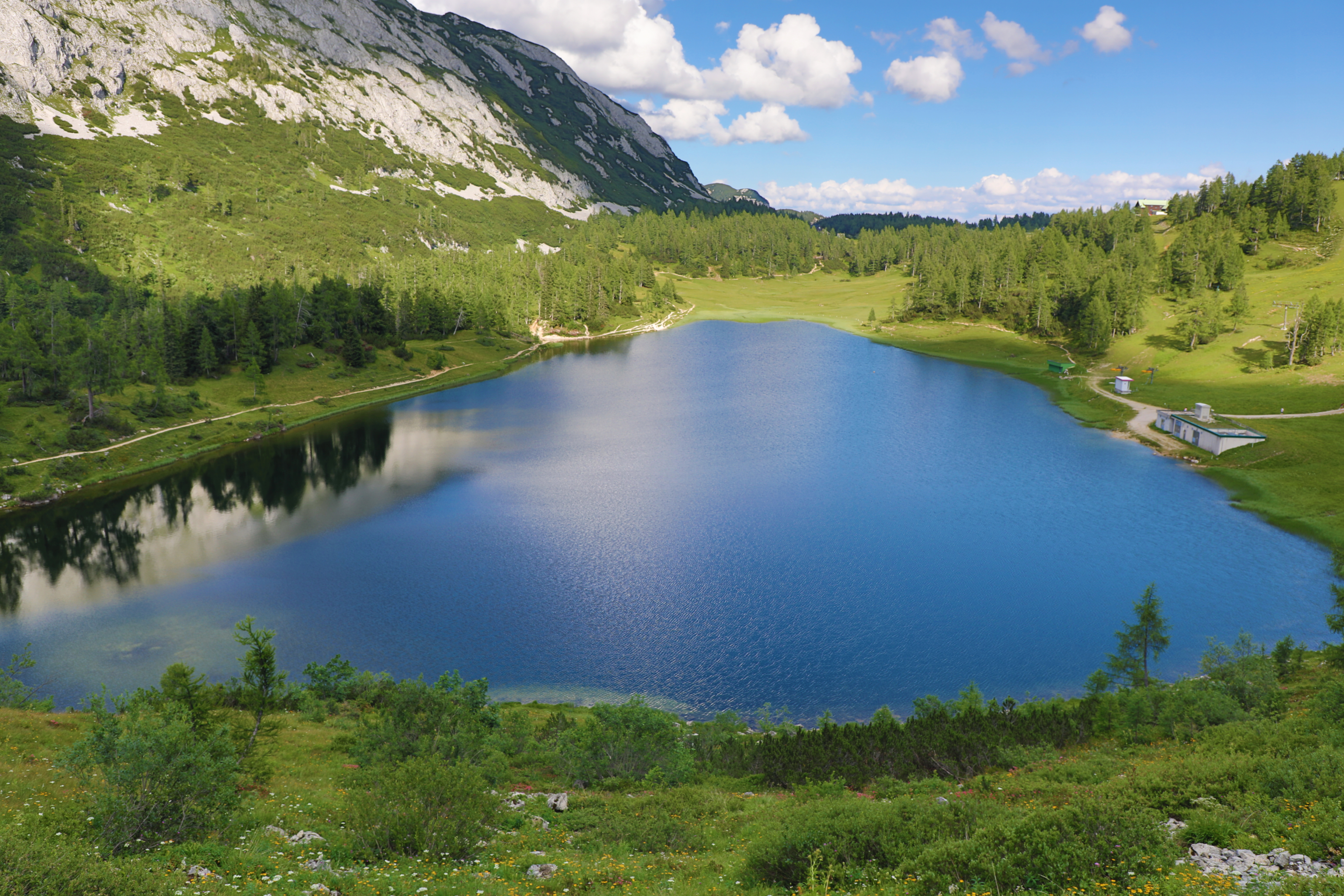
Großsee
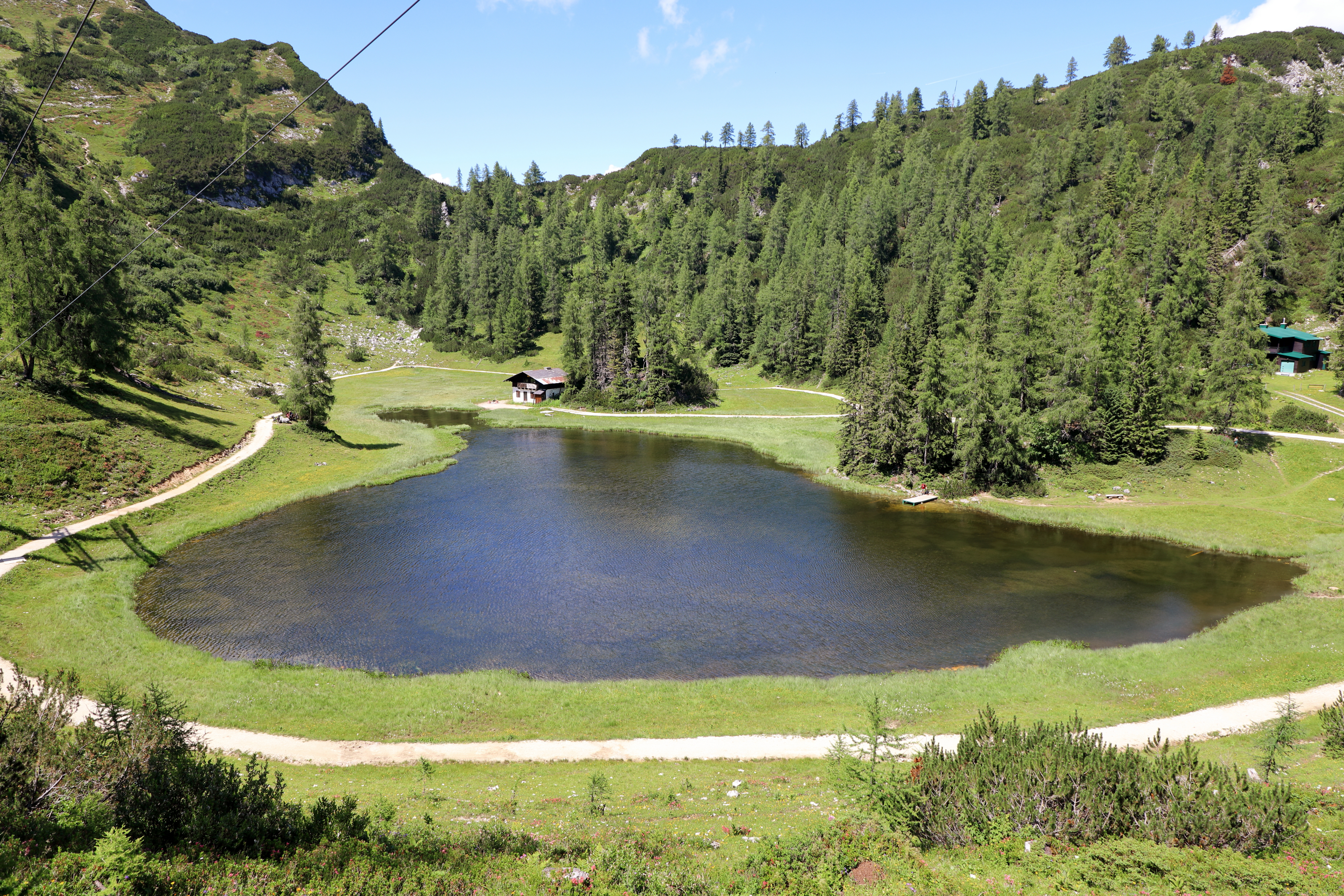
Krallersee
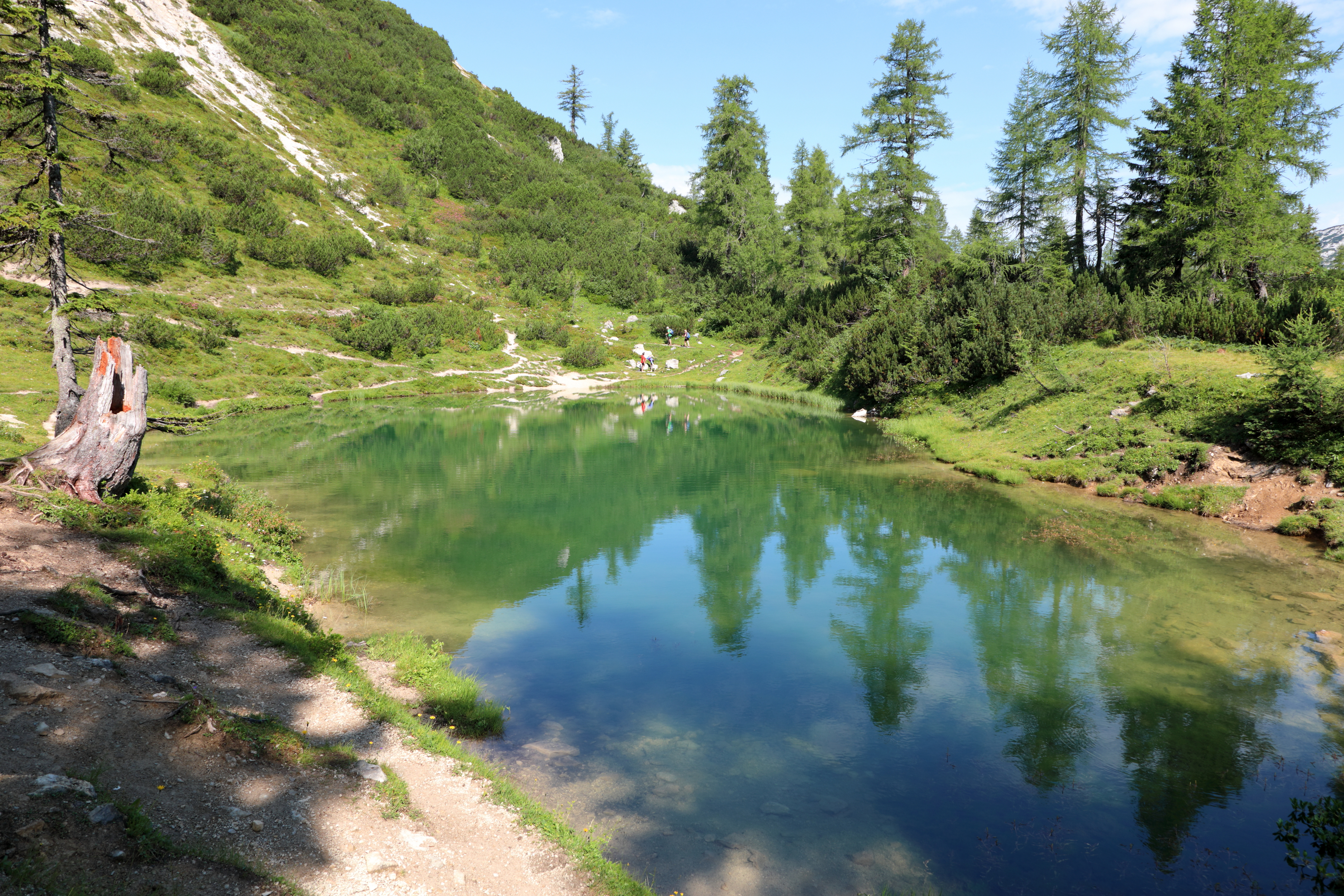
Märchensee
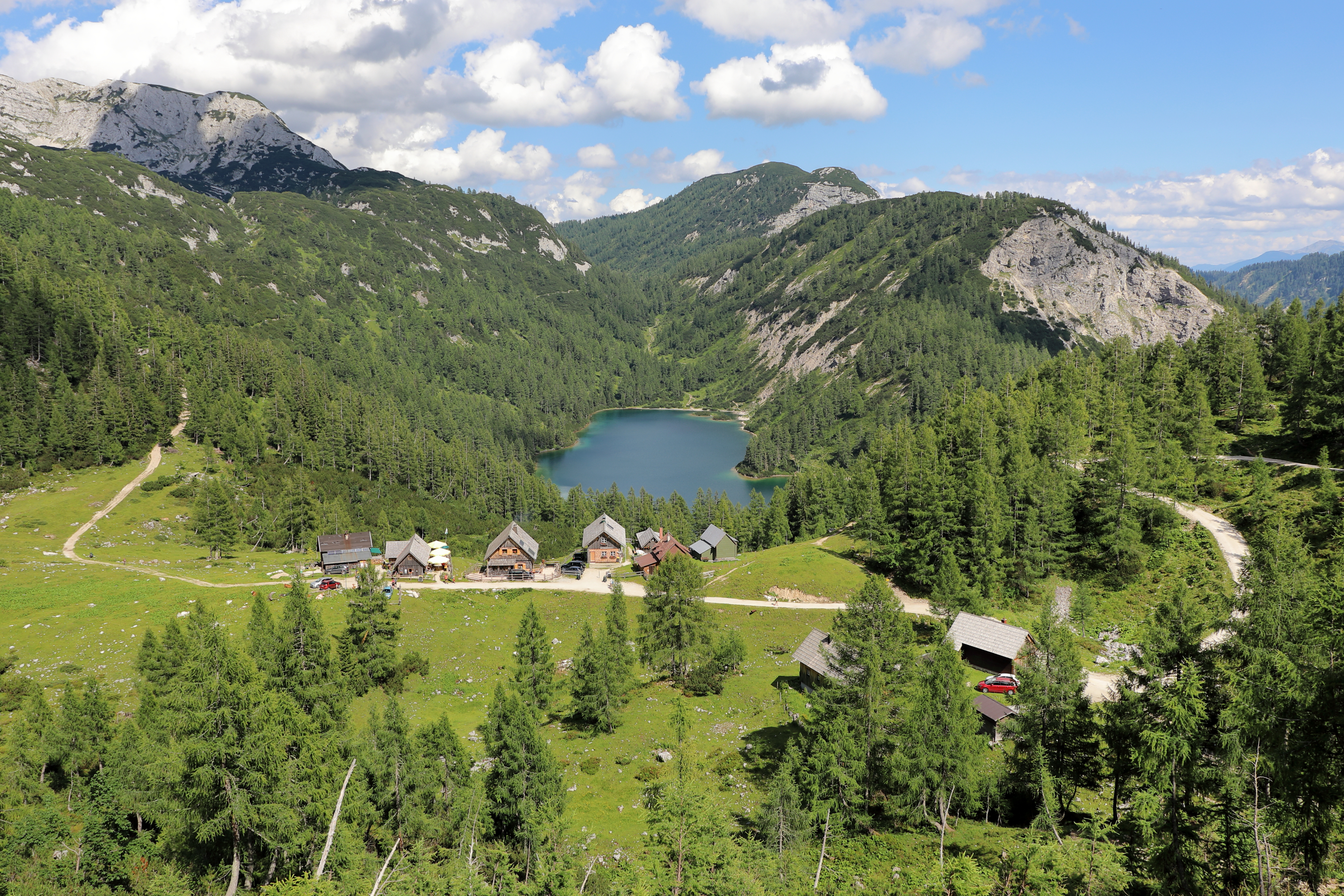
Steirersee